# Ливиньяк-ле-О
Ливинья́к-ле-О (фр. Livinhac-le-Haut, окс. Livinhac) — коммуна во Франции, находится в регионе Окситания. Департамент — Аверон. Входит в состав кантона Деказвиль. Округ коммуны — Вильфранш-де-Руэрг.
Код INSEE коммуны — 12130.
Коммуна расположена приблизительно в 480 км к югу от Парижа, в 130 км северо-восточнее Тулузы, в 39 км к северо-западу от Родеза.

## Население
Население коммуны на 2008 год составляло 1071 человек.
| 1962 | 1968 | 1975 | 1982 | 1990 | 1999 | 2008 |
| ---- | ---- | ---- | ---- | ---- | ---- | ---- |
| 1410 | 1423 | 1384 | 1320 | 1179 | 1126 | 1071 |

## Экономика
В 2007 году среди 552 человек в трудоспособном возрасте (15—64 лет) 389 были экономически активными, 163 — неактивными (показатель активности — 70,5 %, в 1999 году было 70,7 %). Из 389 активных работали 359 человек (182 мужчины и 177 женщин), безработных было 30 (9 мужчин и 21 женщина). Среди 163 неактивных 30 человек были учениками или студентами, 87 — пенсионерами, 46 были неактивными по другим причинам.

## Фотогалерея

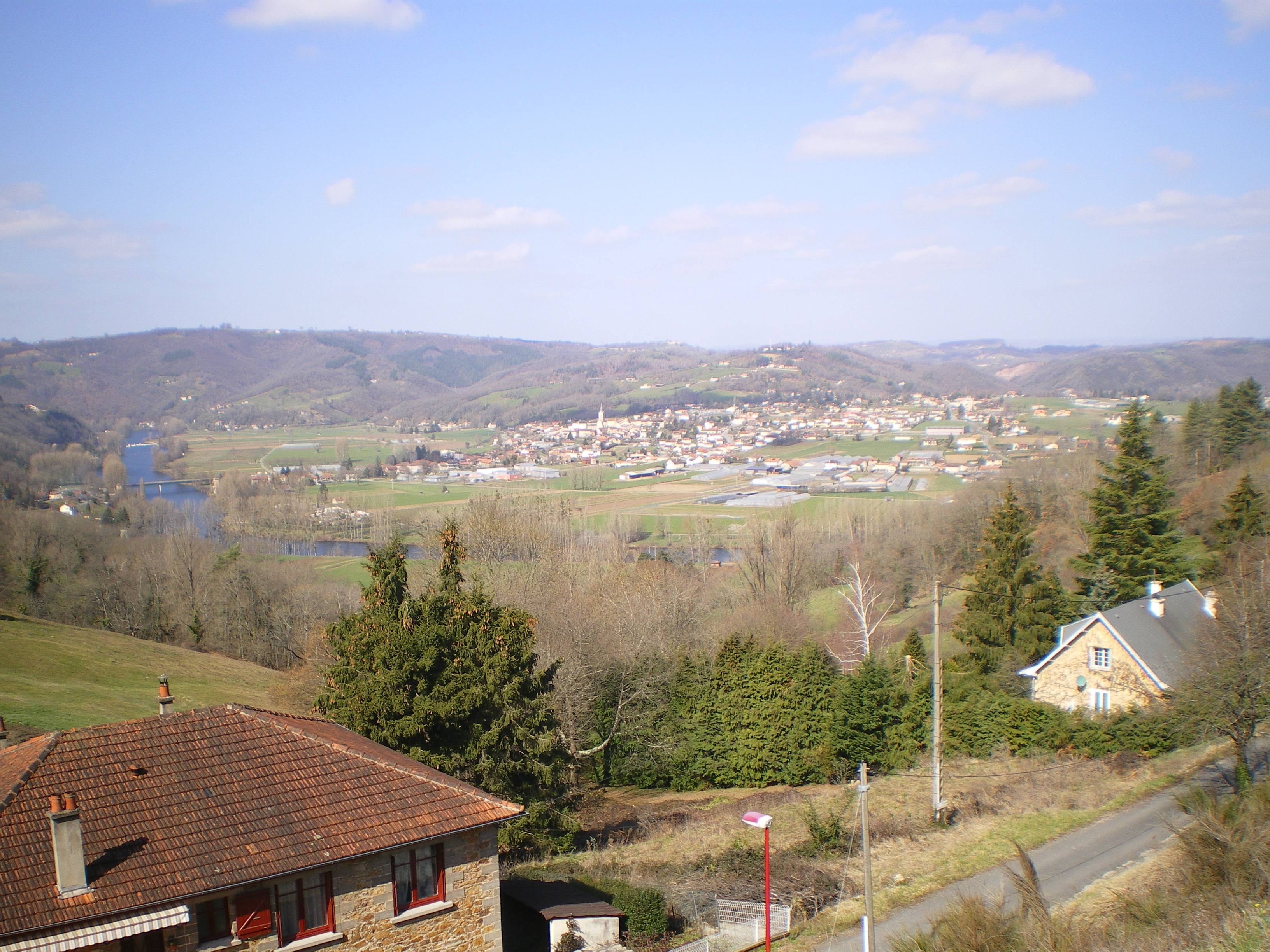
Ливиньяк-ле-О
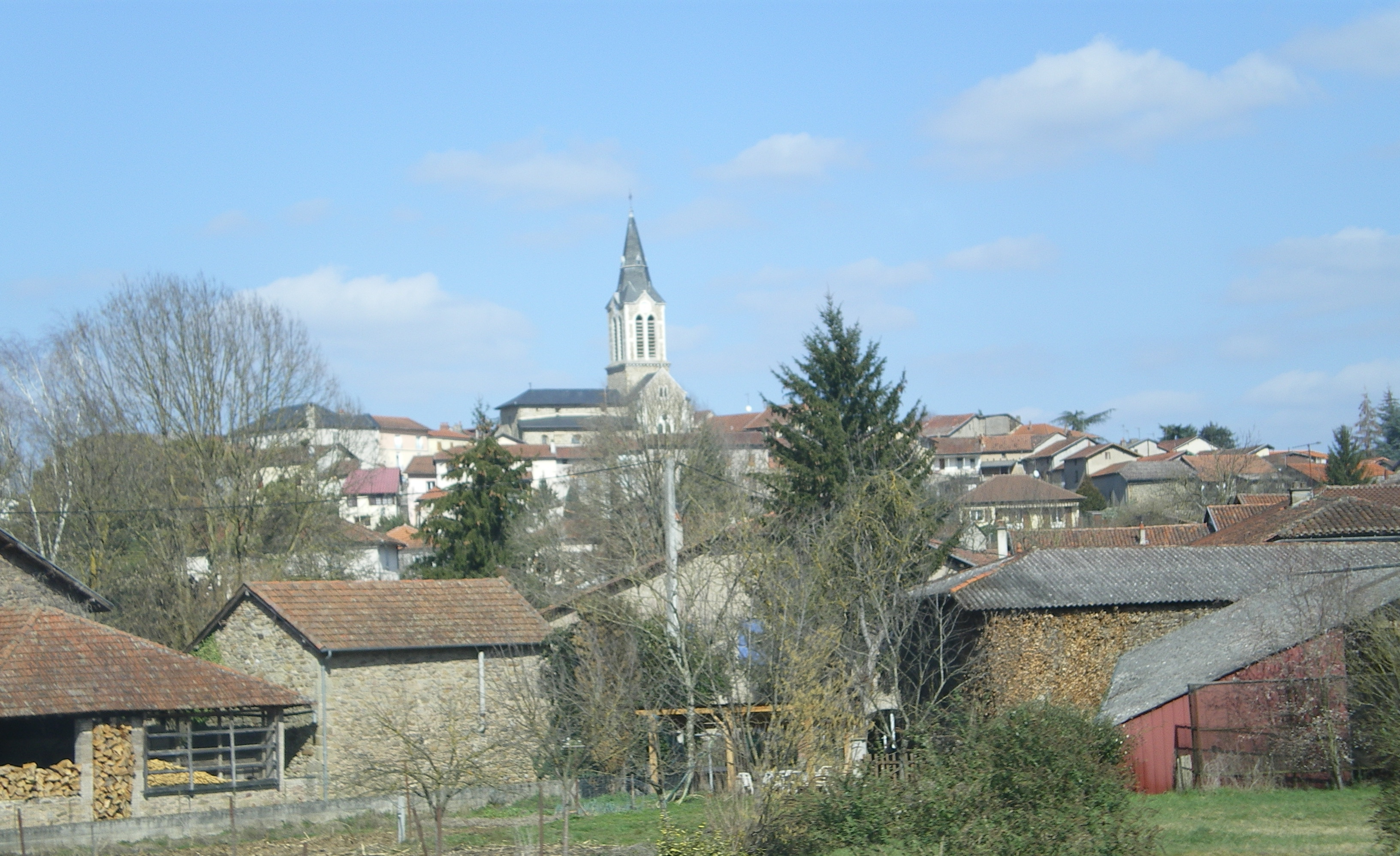
Ливиньяк-ле-О
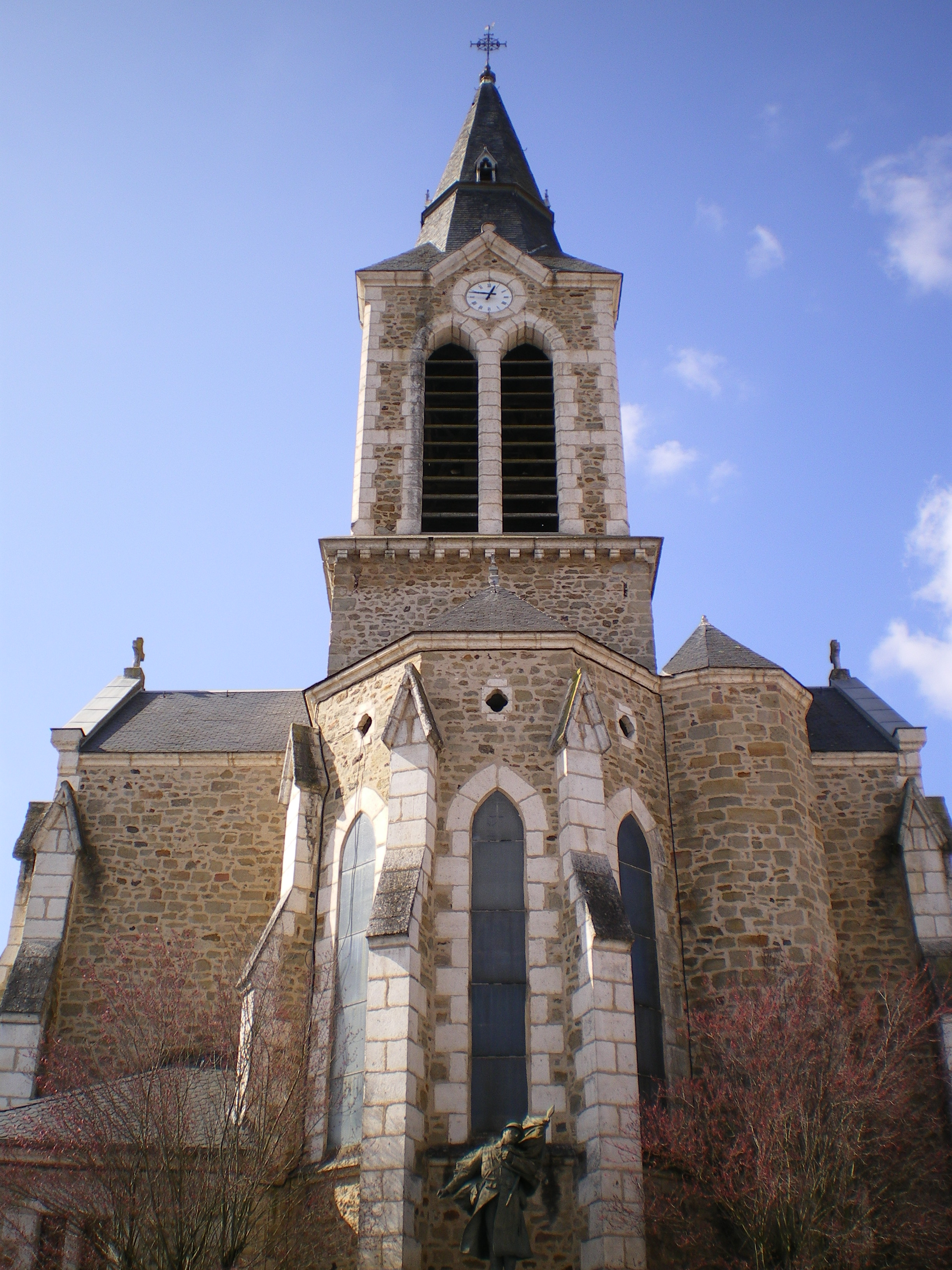
Церковь
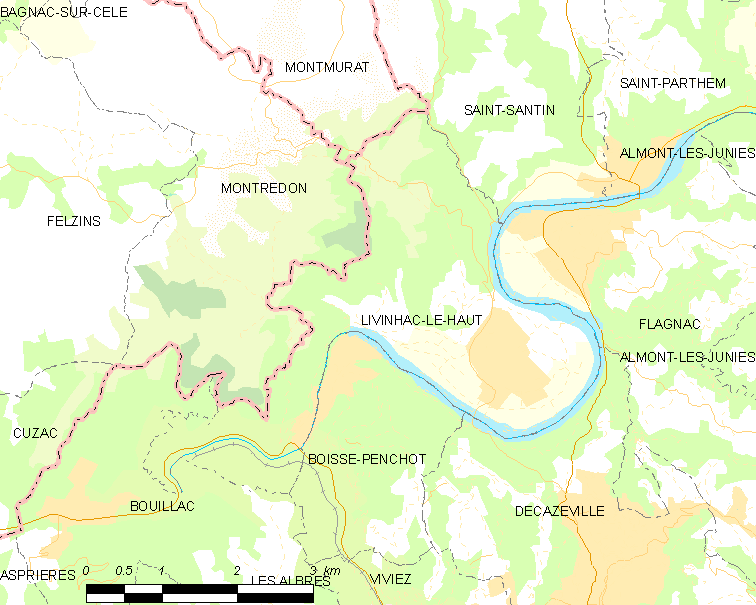
Карта коммуны